# 浩特芒哈乡
浩特芒哈乡，是中华人民共和国吉林省松原市前郭尔罗斯蒙古族自治县下辖的一个乡镇级行政单位。

## 行政区划
浩特芒哈乡下辖以下地区：
老孤店村、保安村、周家村、乌珠尔村、西波音村、郑家村、浩特芒哈村、土莫文德村和张家围子村。